# ديفيد جي. جونسون
ديفيد جي. جونسون (بالإنجليزية: David G. Johnson)‏ هو منتج أفلام أمريكي، ولد في 19 سبتمبر 1956.